# Saison 2002-2003 de la LHSPQ
Saison précédente Saison suivante
La saison LHSPQ 2002-2003 est la septième saison de la Ligue de hockey semi-professionnelle du Québec, ligue de hockey sur glace du Québec. Chacune des quinze équipes joue cinquante-deux parties. 
Il s'agit de la dernière saison sous ce nom (LHSPQ) car la ligue décide de changer de nom pour Ligue de hockey senior majeur du Québec la saison suivante.

## Saison régulière

### Classement des équipes
Les Chiefs de Laval remportent la saison régulière,.
| Équipe                    | PJ | V  | D  | DP | DF | BP  | BC  | Pts |
| ------------------------- | -- | -- | -- | -- | -- | --- | --- | --- |
| Cousin de Saint-Hyacinthe | 52 | 34 | 13 | 2  | 3  | 190 | 151 | 73  |
| Chiefs de Laval           | 52 | 31 | 18 | 1  | 2  | 236 | 176 | 65  |
| Dragons de Verdun         | 52 | 31 | 19 | 1  | 1  | 229 | 190 | 64  |
| Mission de Saint-Jean     | 52 | 29 | 19 | 2  | 2  | 215 | 223 | 62  |
| Royaux de Sorel           | 52 | 19 | 30 | 2  | 1  | 184 | 242 | 41  |
| Prédateurs de Granby      | 52 | 10 | 37 | 3  | 2  | 152 | 251 | 25  |
| Rapides de LaSalle        | 24 | 5  | 14 | 3  | 2  | 63  | 96  | 15  |

| Équipe                       | PJ | V  | D  | DP | DF | BP  | BC  | Pts |
| ---------------------------- | -- | -- | -- | -- | -- | --- | --- | --- |
| Prolab de Thetford Mines     | 52 | 46 | 5  | 0  | 1  | 246 | 116 | 93  |
| Garaga de Saint-Georges      | 52 | 42 | 10 | 0  | 0  | 264 | 164 | 84  |
| Caron & Guay de Pont-Rouge   | 52 | 35 | 11 | 4  | 2  | 234 | 158 | 76  |
| Paramédic de Saguenay        | 52 | 24 | 25 | 2  | 1  | 214 | 226 | 51  |
| Lacroix de Windsor           | 52 | 22 | 27 | 1  | 2  | 184 | 209 | 47  |
| Promutuel de Rivière-du-Loup | 52 | 19 | 28 | 1  | 4  | 196 | 243 | 43  |
| As de Québec                 | 52 | 16 | 32 | 3  | 1  | 178 | 256 | 36  |
| Aztèques d'Asbestos          | 52 | 13 | 35 | 2  | 2  | 161 | 245 | 30  |